# 1944
1944. је била преступна година.

## Догађаји

### Јануар
- 27. јануар — У селу Ба завршен Светосавски конгрес, који је био својеврстан одговор четничког покрета на Друго заседање АВНОЈ-а.

### Фебруар
- 12. фебруар — Операција Пик
- 17. фебруар —  Операција Хајка Немачко-бугарска војна операција против Корпуса Горске гарде, Смедеревског корпуса, Церског корпуса и Мачванског корпуса Југословенске војске у Отаџбини.

### Март
- 8. март — Операција Пролеће немачка операција против јединица Југословенске војске у Отаџбини
- 15. март — Масакр у Сремској Рачи је назив за масовно убиство Срба, мештана истоименог сремског села, које су извршили припадници 13. СС Ханџар дивизије немачког Вермахта марта 1944. године
- 19. март — Немачка војска је окупирала Мађарску да би спречила њен прелазак на страну Савезника.

### Април
- 8. април — 12. мај – Кримска офанзива
- 16. април — Савезничка авијација је бомбардовала Београд у Другом светском рату.
- 22. април — На аеродрому Бенина код Бенгазија у Либији у Другом светском рату формирана Прва ваздухопловна ескадрила НОВЈ.

### Мај
- 11. мај — Савезници су покренули велику офанзиву против сила Осовине на Густавој линији.
- 18. мај — У Совјетском Савезу почело протеривање више од 200.000 Татара са Крима под оптужбом да су сарађивали с Немцима.
- 21. мај — Операција Саксонија снаге Вермахта против јединица Југословенске војске у отаџбини.
- 25. мај — 
  - Немци су у Другом светском рату почели ваздушни десант на Дрвар где је био смештен Врховни штаб југословенских партизана.
  - Операција Чумић, снаге Вермахта против јединица Југословенске војске у отаџбини.

### Јун
- 4. јун — Савезничке трупе ушле су у Рим у Другом светском рату.
- 6. јун — Савезничке снаге у Другом светском рату искрцале се у Нормандији у највећем десанту у историји.
- 4. јун — Операција Фолмонд нацистичка офанзива у циљу заустављања и разбијања снага отпора на подручју Мајевице и Семберије.
- Операција Зоненвенде
- 10. јун — 13. јун — Операција Зоненвенде
- 10. јун — 14. јун —  Битка за Карантан
- 13. јун — 
  - Немачке снаге су покренуле контранапад на америчке снаге код Карантана.
  - Немачке снаге су зауставили напредовање Британаца у бици код Вијер-Бокажа.
  - Прве немачке ракете V-1 испаљене у Другом светском рату на јужну Енглеску.
- 14. јун — У Другом светском на Вису рату склопљен споразум Тито-Шубашић о односима Народноослободилачког покрета и Владе Југославије у емиграцији.
- 17. јун — Исланд је постао независна република пошто су његови становници на референдуму одлучили да се одвоје од Данске.
- 20. јун — Поразом јапанске флоте окончана поморска битка у Филипинском мору у Другом светском рату.
- 22. јун — Совјетски Савез је покренуо операцију Багратион против немачке групе армија Центар.

### Јул
- 3. јул — Совјетске трупе су у Другом светском рату ослободиле главни град Белорусије Минск и заробиле 100.000 немачких војника.
- 18. јул — Андријевичка операција
- 20. јул — Немачки пуковник Клаус фон Штауфенберг је извршио неуспешни атентат на Адолфа Хитлера.

### Август
- 1. август — Почео Варшавски устанак, партизанске јединице упале у Србију.
- 13. август — Дурмиторска операција
- 25. август — Снаге Слободне Француске и Покрета отпора су ослободиле Париз у Другом светском рату.
- 30. август — Црвена армија је у Другом светском рату заузела нафтна поља у Плоештију у Румунији, чиме је немачку војску лишила важног извора снабдевања горивом.

### Септембар
- 5. септембар — Снаге Совјетског Савеза ушле у Бугарску.
- 6. септембар — Савезничко бомбардовање Лесковца 6. септембра 1944.
- 7. септембар — Операција Дунавски Вилењак покушај пробоја око 200 патролних чамаца, санитетских бродова и баржи немачке црноморске флоте Дунавом од Црног мора до Београда након што је Црвена армија у Јаши-кишињевској офанзиви сломила немачки отпор у Бесарабији и Румунија прешла на страну анти-хитлеровске коалиције.
- 8. септембар — Прва немачка ракета V-2 испаљена из Хага, у Другом светском рату пала је на Лондон.
- 9. септембар — Дан по уласку совјетских трупа у Бугарску збачена је влада Константина Муравиева, а власт је преузео Отаџбински фронт.
- 12. септембар — Краљ Петар II Карађорђевић позвао све борце Драже Михаиловића да се прикључе партизанским јединицама под командом Јосипа Броза Тита
- 14. септембар —Ослобођење Ваљева септембра 1944.
- 17. септембар — Спуштањем англоамеричких падобранаца код градова Арнема, Најмегена и Гравеа у Холандији почела је операција Маркет Гарден у Другом светском рату.

### Октобар
- 2. октобар — Тадашњи Петровград (данас Зрењанин) ослобођен од стране партизанских јединица и Црвене армије.
- 5. октобар — 
  - Крајовски споразум Споразум је оговорио примирја између Бугарске и Брозовог комунистичког покрета у Југославији.
  - Требиње је заузела 29. херцеговачка дивизија НОВЈ ојачана деловима Друге далматинске бригаде, уништивши притом готово цео батаљон 369. легионарске дивизије и придружене немачке и домобранске јединице. Тиме су поремећени планови Групе армија Ф у којима је Требиње играло важну улогу.
- 6. октобар — Милан Недић, председник српске квислиншке Владе, побегао из Београда.
- 10. октобар — Ослобођење Крушевца октобра 1944.
- 19. октобар — Почела је Гватемалска револуција када је група официра предвођена Франциском Хавијером Араном и Хакобом Арбензом покренула пуч против диктатора Хорхеа Убика.
- 20. октобар — 
  - Снаге Народноослободилачке војске Југославије заједно са Црвеном армијом ослободиле Београд у завршној фази Београдске операције.
  - Савезничко бомбардовање Југославије у Другом светском рату трајало је од 20. октобра до 17. септембра 1944. године. Англо-амерички савезници су више пута бомбардовали насељена места и комуникације у Србији и другим деловима Југославије, у којима је погинуло или рањен велики број цивила и причињена знатна материјална штета.
- 21. октобар — Америчке трупе су заузеле Ахен, први већи немачки град који су у Другом светском рату освојили савезници.
- 22. октобар — Борбе за Рогатицу октобра и новембра 1944.
- 23. октобар — Ослобођен Нови Сад.
- 23. октобар — 26. октобар - Битка у заливу Лејте
- 23. октобар — 13. април —  Сремски фронт  Оружане снаге Вермахта и Хрватских оружаних снага формирале су утврђену одбрамбену линију која је деловала у Срему и делу источне Славоније, од 23. октобра 1944. до 13. априла 1945. године.
- 27. октобар — Немачка војска је заузела Банску Бистрицу, центар Словачког националног устанка, чиме је тај устанак угушен.

### Новембар
- 2. новембар — У ослобођеном Београду, Тито и Шубашић постигли нови споразум о будућем уређењу Југославије.
- 7. новембар — Председнички избори у САД: Френклин Д. Рузвелт побеђује републиканског противкандидата Томаса Е. Дјуиа, и постаје једини председник САД који је освојио четврти мандат.
- 13. новембар — Покољ на Цетињу 1944. је био масакр 28 Цетињана на немачкој окупираној територији Црне Горе који су починили југословенски партизани предвођени црногорским комунистима 13. и 14. новембра.
- 18. новембар — Битка за Нашице
- Масакр Немаца на Рогозни представља сукоб четника 2. косовског корпуса и немачких јединица из Армијске групе Е на планини Рогозни између Косовске Митровице и Новог Пазара новембра 1944. године.

### Децембар
- 3. децембар — У Атини су почеле борбе између ЕЛАС-а и владиних снага припомогнутим британском војском, што је био почетак Грчког грађанског рата.
- 12. децембар — Чистка на београдском универзитету  оснивањем Суд части. Око 70 интелектуалаца страдало током ових прогона. академици Веселин Чајкановић и Миодраг Томић, па директор Института за физиологију, генетику и селекцију, проф. др Боривоје Д. Милојевић, директор Балканолошког института, проф. др Хенрик Барић, познати лингвиста Бранко Милетић, угледни германист Перо Слијепчевић и његов брат Ђоко Слијепчевић, проф. др Јустин Поповић,  проф. др Михаило Градојевић, др Реља З. Поповић, угледни интерниста проф. др Лазо Станојевић, уредник медицинске рубрике Политике, проф. др Радослав Грујић.
- 16. децембар — Немци у Другом светском рату у Арденима пробили америчке линије одбране и почели контраофанзиву на Западном фронту.
- 29. децембар — Совјетске трупе у Другом светском рату ушле у Будимпешту.

## Рођења

### Јануар
- 1. јануар — Омар ел Башир, судански генерал и политичар
- 8. јануар — Тери Брукс, амерички књижевник
- 9. јануар — Џими Пејџ, енглески музичар и музички продуцент, најпознатији као гитариста група  и
- 10. јануар — Вилијам Сандерсон, амерички глумац
- 12. јануар — Џо Фрејзер, амерички боксер (прем. 2011)
- 18. јануар — Александер Фан дер Белен, аустријски политичар
- 23. јануар — Сергеј Белов, руски кошаркаш и кошаркашки тренер (прем. 2013)
- 23. јануар — Рутгер Хауер, холандски глумац (прем. 2019)
- 27. јануар — Ник Мејсон, енглески музичар, најпознатији као суоснивач и бубњар групе

### Фебруар
- 7. фебруар — Светислав Бата Прелић, српски редитељ, сценариста и продуцент
- 9. фебруар — Алис Вокер, америчка списатељица и феминисткиња
- 11. фебруар — Лордан Зафрановић, хрватски редитељ и сценариста
- 13. фебруар — Стокард Ченинг, америчка глумица
- 14. фебруар — Фарук Беголи, југословенски глумац (прем. 2007)
- 14. фебруар — Алан Паркер, енглески редитељ, сценариста и продуцент (прем. 2020)
- 14. фебруар —  Јосип Пирмајер, југословенски и српски фудбалер (прем. 2018)
- 17. фебруар — Идриз Хошић, југословенски и босанскохерцеговачки фудбалер
- 22. фебруар — Џонатан Деми, амерички редитељ, сценариста и продуцент (прем. 2017)
- 28. фебруар — Сеп Мајер, немачки фудбалски голман
- 29. фебруар —Денис Фарина, амерички глумац (прем. 2013)

### Март
- 1. март — Роџер Далтри, енглески музичар, глумац и филмски продуцент, најпознатији као суоснивач, певач и повремени гитариста групе
- 13. март — Атина Бојаџи, македонска пливачица (прем. 2010)
- 15. март — Иван Ћурковић, хрватско-српски фудбалски голман и спортски радник
- 23. март — Мајкл Најман, енглески композитор, пијаниста, либретиста и музиколог
- 23. март — Рик Окасек, амерички музичар и музички продуцент, најпознатији као суоснивач, певач и гитариста групе The Cars (прем. 2019)
- 24. март — Војислав Коштуница, српски политичар и правник, последњи председник Савезне Републике Југославије и 8. премијер Србије
- 26. март — Дајана Рос, америчка музичарка, глумица и музичка продуценткиња
- 28. март — Рик Бари, амерички кошаркаш
- 28. март — Крунослав Кићо Слабинац, хрватски музичар (прем. 2020)
- 31. март — Благо Задро, хрватски војник и командант (прем. 1991)

### Април
- 4. април — Крејг Т. Нелсон, амерички глумац, редитељ и продуцент
- 7. април — Герхард Шредер, немачки политичар
- 9. април — Лејла Халед, палестинска активисткиња
- 11. април — Џон Милијус, амерички сценариста, редитељ и продуцент
- 15. април — Душица Жегарац, српска глумица (прем. 2019)
- 27. април — Хари Стевенс, холандски бициклиста
- 30. април — Џил Клејберг, америчка глумица (прем. 2010)

### Мај
- 4. мај — Миро Вуксановић, српски књижевник
- 5. мај — Џон Рис Дејвис, велшки глумац
- 14. мај — Џорџ Лукас, амерички сценариста, редитељ и продуцент
- 16. мај — Дани Трехо, амерички глумац
- 19. мај — Питер Мејхју, енглеско-амерички глумац (прем. 2019)
- 20. мај — Џо Кокер, енглески музичар (прем. 2014)
- 23. мај — Џон Њуком, аустралијски тенисер
- 25. мај — Френк Оз, амерички глумац, луткар, редитељ и продуцент
- 26. мај — Олга Бисера, италијанска глумица и продуценткиња
- 29. мај — Хелмут Бергер, аустријски глумац (прем. 2023)

### Јун
- 3. јун — Раша Павловић, српски певач
- 24. јун — Џеф Бек, енглески музичар (гитариста) (прем. 2023)
- 25. јун — Михајло Вуковић, југословенски и српски кошаркашки тренер (прем. 2021)
- 29. јун — Гари Бјуси, амерички глумац

### Јул
- 6. јул — Бернхард Шлинк, немачки правник и књижевник
- 7. јул — Слободан Ђурић, српски глумац (прем. 1976)
- 8. јул — Џефри Тамбор, амерички глумац
- 17. јул — Карлос Алберто Торес, Бразилски фудбалер и фудбалски тренер.(прем. 2016)
- 18. јул — Милка Цанић, српска лекторка, најпознатија као супервизорка квиза Слагалица на Радио-телевизији Србије (прем. 2016)
- 18. јул — Јелена Шантић, српска балерина, теоретичарка балета и мировна активисткиња (прем. 2000)
- 22. јул — Питер Џејсон, амерички глумац (прем. 2025)

### Август
- 2. август — Џоана Касиди, америчка глумица
- 3. август — Дејан Дабовић, југословенски ватерполиста и ватерполо тренер (прем. 2020)
- 9. август — Сем Елиот, амерички глумац
- 11. август — Ијан Макдермид, шкотски глумац и редитељ
- 21. август — Питер Вир, аустралијски редитељ, сценариста и продуцент

### Септембар
- 6. септембар — Свуси Керц, америчка глумица
- 7. септембар — Бора Милутиновић, српски фудбалер и фудбалски тренер
- 8. септембар — Дејан Бекић, српски фудбалер (прем. 1967)
- 9. септембар — Абдулах Сидран, босанскохерцеговачки песник и сценариста
- 11. септембар — Милован Витезовић, српски писац, песник, афористичар, сценариста, драматург и есејиста (прем. 2022)
- 11. септембар — Евералдо, бразилски фудбалер (прем. 1974)
- 12. септембар — Бари Вајт, амерички музичар (прем. 2003)
- 13. септембар — Жаклин Бисет, енглеска глумица
- 14. септембар — Гинтер Нецер, немачки фудбалер
- 21. септембар — Милан Јелић, српски сценариста, редитељ и глумац (прем. 2023)
- 21. септембар — Добривоје Топаловић, српски певач (прем. 2020)
- 24. септембар — Свен Оле Торсен, дански глумац, каскадер и бодибилдер
- 25. септембар — Мајкл Даглас, амерички глумац и продуцент

### Октобар
- 2. октобар — Абдулах Сидран, босанскохерцеговачки песник и сценариста (прем. 2024)
- 12. октобар — Драгутин Чермак, српски кошаркаш (прем. 2021)
- 14. октобар — Удо Кир, немачки глумац
- 18. октобар — Слободан Шкрбић, српски фудбалер (прем. 2022)
- 25. октобар — Владимир Андрић, српски писац, песник, сценариста, драматург и редитељ (прем. 2021)

### Новембар
- 2. новембар — Кит Емерсон, енглески музичар и композитор (прем. 2016)
- 7. новембар — Луиђи Рива, италијански фудбалер (прем. 2024)
- 9. новембар — Херберт Вимер, немачки фудбалер.
- 17. новембар — Дени Девито, амерички глумац, редитељ и продуцент
- 22. новембар — Макс Ромео, јамајкански реге музичар (прем. 2025)
- 28. новембар — Рита Меј Браун, амерички списатељица, песникиња и сценаристкиња

### Децембар
- 1. децембар — Џон Денсмор, амерички музичар, писац и глумац, најпознатији као бубњар групе
- 5. децембар — Јерун Крабе, холандски глумац
- 11. децембар — Бренда Ли, америчка певачица
- 12. децембар — Кенет Кранам, шкотско-енглески глумац
- 15. децембар — Милан Живадиновић, српски фудбалер и фудбалски тренер (прем. 2021)
- 17. децембар — Бернард Хил, енглески глумац (прем. 2024)
- 25. децембар — Жаирзињо, бразилски фудбалер и фудбалски тренер

## Смрти

### Фебруар
- 7. фебруар — Роберт Е. Парк, амерички социолог (рођ. 1864)

### Март
- 15. март — Марија Октјабрскаја, прва од само две жене тенкиста које су одликоване титулом Хероја Совјетског Савеза (рођ. 1905)

### Јун
- 8. јун — Милица Павловић Дара, народни херој Југославије (рођ. 1915).

### Август
- 8. август — Ервин фон Вицлебен, немачки фелдмаршал (рођ. 1881)
- 17. август — Гинтер фон Клуге, немачки фелдмаршал (рођ. 1882)
- 23. август — Абдулмеџид II, последњи исламски калиф. (рођ. 1868)

### Септембар
- 25. септембар — Валтер Брајски, аустријски политичар (рођ. 1871)

### Октобар
- 14. октобар — Ервин Ромел, немачки фелдмаршал (рођ. 1891)
- 23. октобар — Иван Милутиновић, црногорски и југословенски комунист и револуционар и народни херој (рођ. 1901)
- 31. октобар — Едуард Енгелман, аустријски клизач и бициклиста (рођ. 1864)

### Децембар
- непознат датум — Светолик Савић, српски бициклиста. (рођ. 1875)

## Нобелове награде
- Физика — Исидор Раби
- Хемија — Ото Хан
- Медицина — Џозеф Ерлангер и Херберт Спенсер Гасер
- Књижевност — Јоханес Вилхелм Јенсен
- Мир — Међународни комитет Црвеног крста (награда је додељена ретроактивно 1945. године)
- Економија — Награда у овој области почела је да се додељује 1969. године